# Skyddande ozonskikt
Skyddande ozonskikt är ett av Sveriges 16 nationella miljömål. Sveriges riksdag har definierat miljökvalitetsmålet: "Ozonskiktet ska utvecklas så att det långsiktigt ger skydd mot skadlig UV-strålning”.

## Preciseringar[2]
Regeringen har fastställt två preciseringar för miljökvalitetsmålet Skyddande ozonskikt:
- Vändpunkt och återväxt Vändpunkten för uttunningen av ozonskiktet har nåtts och början på återväxten observeras
- Ofarliga halter ozonnedbrytande ämnen Halterna av klor, brom och andra ozonnedbrytande ämnen i de övre luftlagren understiger den nivå där ozonskiktet påverkas negativt.[3]

## Ansvarig myndighet
Ansvarig myndighet för miljömålet Skyddande ozonskikt är Naturvårdsverket. Naturvårdsverket är en statlig förvaltningsmyndighet som arbetar på uppdrag av den svenska regeringen med miljöfrågor inom Sverige, inom EU och internationellt.

## Uppföljning av miljömålet
De svenska miljömålen följs upp årligen, och en fördjupad utvärdering görs vart fjärde år.

### Målbedömning
Aktuell bedömning för miljömålet Skyddande ozonskikt (mars 2023) är att målet nås men att det inte går att se en tydlig riktning för utvecklingen i miljön (varken positiv eller negativ). Detta motiveras så här:
Uttunningen av ozonskiktet har avstannat. Trots stora osäkerheter finns indikationer på att återväxten kan ha påbörjats. Utsläpp av lustgas, fortsatt användning av ozonnedbrytande ämnen samt utsläpp från uttjänta produkter är kvarstående problem som kräver internationellt samarbete för att lösas. Nationellt är det fortsatt viktigt att sortera ut material med ozonnedbrytande ämnen från rivningsavfall.

### Indikatorer
Som stöd för bedömningen används bland annat fyra indikatorer:
- Nationella utsläpp av lustgas, N2O[6]
- Nationella utsläpp av CFC[7]
- Årsmedelvärde för ozonskiktets tjocklek[8]
- Årlig dos av hudskaderelaterad UV-strålning på marknivå[9]

Indikatorerna uppdateras med olika intervall beroende på hur ofta det finns nya data. Till varje indikator finns även en kommenterande text som förklarar utvecklingen.

### Fördjupad utvärdering
Den senaste fördjupade utvärderingen av miljömålen gjordes 2023. Underlagsrapporten om Skyddande ozonskikt togs fram av Naturvårdsverket 2022.

## Startskottet för den globala miljödebatten om ozonskiktet
Det var först på 1970-talet då miljödebatten om ozonskiktet tog fart då man upptäckte att klorfluorkarbonater (CFC) kunde sprida sig till stratosfären och där brytas ner. Detta ledde till Wienkonventionen för skydd av ozonskiktet 1985 och Montrealprotokollet 1987 där togs de ämnen upp som var skadliga för ozonskiktet.

### Sveriges ansvar
Riksdagen fastställde år 1988 den svenska avvecklingsplanen för användning av CFC, en aktsamhemhetsplan ingick också för Halon (Halogenalkan). Planen var att avveckla CFC till 1 januari 1995. Ett av målen var att bevisa för omvärlden att en avveckling var möjlig, både politiskt och tekniskt.

## Ozonnedbrytande ämnen
Några av de vanligaste ozonnedbrytande ämnena.
- CFC
- HCFC
- 1,1,1-trikloretan
- Koltetraklorid
- Metylbromid

### Hur fungerar nedbrytningen?
De ozonnedbrytande ämnena är flyktiga och stabila föreningar av klor och brom. Dessa föreningar tar sig lätt upp atmosfären genom utsläpp av CFC-gas. För att nå ozonskiktsnivån tar det flera år, där sönderdelas CFC av UV-ljus och frigör klor, som reagerar med ozon och då uppstår en nedbrytning. En kloratom kan bryta ner mer än 100 000 ozonmolekyler. Bromatomerna är ännu effektivare på att bryta ner ozon än vad klor är. 

### Nationella utsläpp av CFC
I Sverige har utsläppen av CFC minskat från ca 1400 ton år 1990, till under 200 ton år 2012.

## Effekten av tunnare ozonskikt
Ett tunnare ozonskikt medför en ökad UV-strålning vid jordens yta.

### Effekter på miljön
- Minskad växtproduktion.
- Nedsatt fortplantning.
- Försämrad hållbarhet hos olika material t.ex. plaster, trä, papper, bomull.

### Effekter på människan
- Ökad risk för hudcancer.
- Ökad risk för ögonskador.
- Sämre immunförsvar.

## Nationella insatser
I Sverige regleras utsläpp genom avgifter, skatter, styrmedel och dispensavgifter. Det har också lagstiftats krav på tillsynsmyndigheter. Att informera olika nyckelgrupper har också varit en viktig del av arbetet.

## Resultatet av åtgärder
Utsläppen i Sverige har gått ner och det bedöms att ozonskiktet sakta återhämtar sig. Idag kommer utsläpp av CFC från gamla produkter som fortfarande används eller tagits ut bruk. 